# Cate Campbellová
Cate Natalie Campbell, také Cate Camplbellová (* 20. května 1992) je australská plavkyně, která získala dvě bronzové medaile na Letních olympijských hrách v roce 2008, zlatou medaili na Letních olympijských hrách v roce 2012 a zlatou i stříbrnou medaili na Letních olympijských hrách v roce 2016. Je aktuální světovou rekordmankou v disciplíně 100 metrů volným způsobem v krátkém bazénu.

## Osobní život
Její rodina se přestěhovala z Malawi do Austrálie v roce 2001. Brzy po té začala se závodním plaváním. Dokončila středoškolské studium v Brisbane v Queenslandu. Cate je nejstarší ze tří sourozenců. Má bratra Hamishe a sestru Bronte. Její sestra je také plavkyně a soutěžily ve stejné disciplíně na Letních olympijských hrách 2012.

## Osobní rekordy
| Dlouhý bazén       | Dlouhý bazén | Dlouhý bazén | Dlouhý bazén        |
| Akce               | Čas          | Datum        | Umístění            |
| ------------------ | ------------ | ------------ | ------------------- |
| 50 m volný způsob  | 23.84 (NR)   | 2016-04-14   | Adelaide, Austrálie |
| 100 m volný způsob | 52.03 (OR)   | 2018-08-10   | Tokio, Japonsko     |

| Krátký bazén       | Krátký bazén | Krátký bazén | Krátký bazén      |
| Akce               | Čas          | Datum        | Umístění          |
| ------------------ | ------------ | ------------ | ----------------- |
| 50 m volný způsob  | 23.47 (NR)   | 2013-11-10   | Tokyo, Japonsko   |
| 100 m volný způsob | 50.91 (WR)   | 2015-11-28   | Sydney, Austrálie |

Poznámky: WR = světový rekord, NR = národní rekord